# 정어리

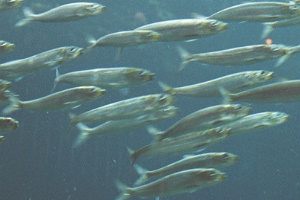
태평양에서 사는 정어리

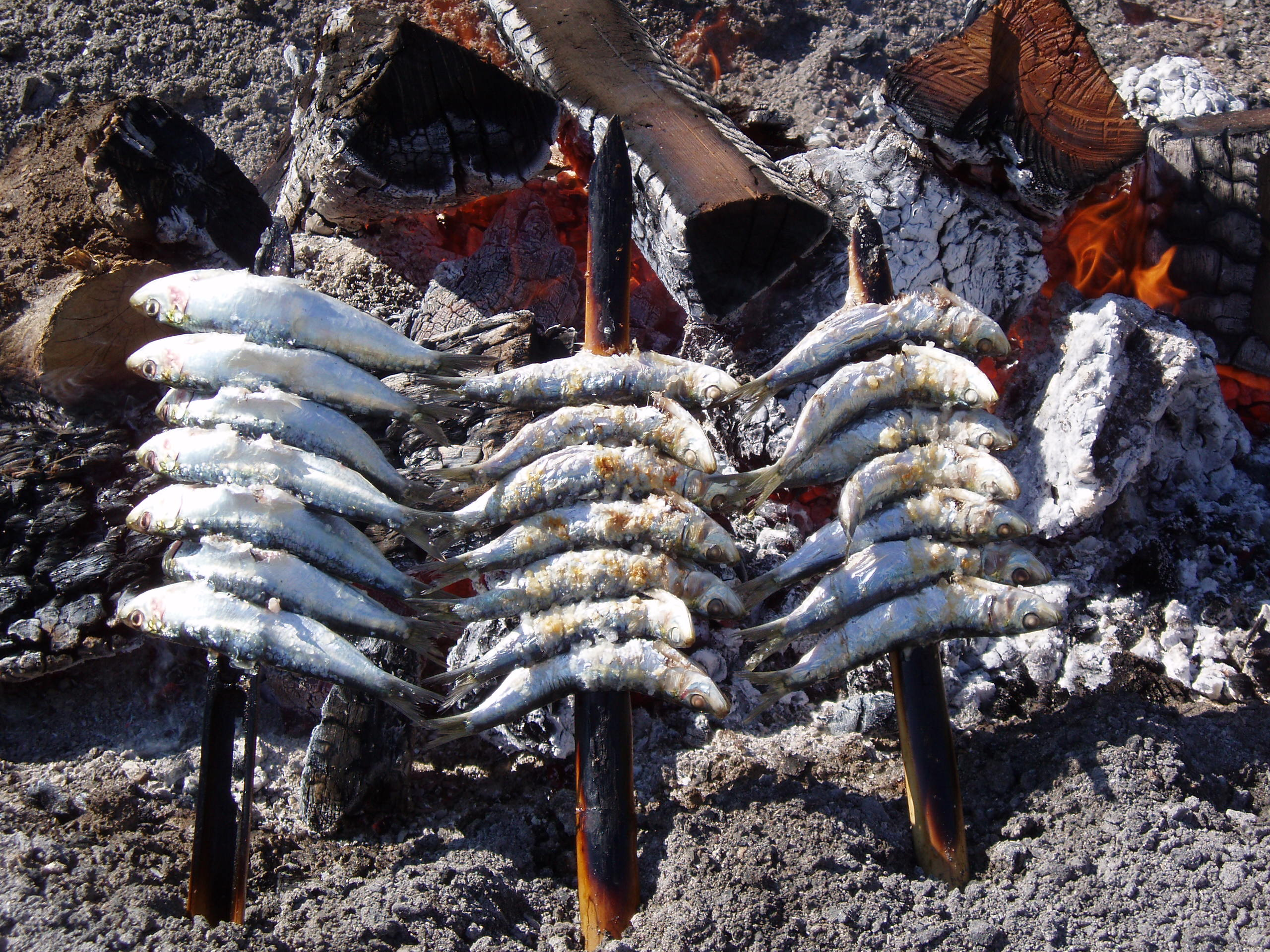
구워 먹는 정어리

정어리(학명: Sardinops sagax)는 청어과에 해당하는 작은 어류이다. 15세기 초에 최초로 등장한 중세 영어에서 비롯되었고 그 명칭은 정어리가 풍부한 지중해의 섬 사르데냐(사르디니아)에서 유래된 것으로 본다. 현재의 영어 명칭은 sardine 또는 pilchard이다.

## 구분
정어리를 길이에 따라 구분하는데 10cm 이하면 그냥 정어리로 구분하며 더 크면 pilchard 로 따로 구분한다. 세계식량기구와 세계보건기구에 따르면 정어리는 21개의 종으로 구분된다고 한다.

## 가공
통조림으로 먹는 정어리는 서구에서는 쉽게 찾을 수 있으며, 대한민국에서는 정어리 통조림을 구하기가 어렵다. 고급 통조림은 정어리의 머리와 꼬리 부분 및 내장을 제거한 뒤에 포장된다. 만약 내장이 제거되지 않았더라도, 내장에 있던 소화되지 않은 먹이나 배설물 등은 통조림에 사용되기 전에 제거된다. 원해에서 잡은 뒤 정어리의 소화기관이 텅 빌때까지 물탱크에 놔둔다.

## 요리
포르투갈에서는 정어리를 석쇠에 구워 만든 사르디냐 아사다를 먹는다. 구이나 조림용으로도 많이 먹는다.

## 갤러리

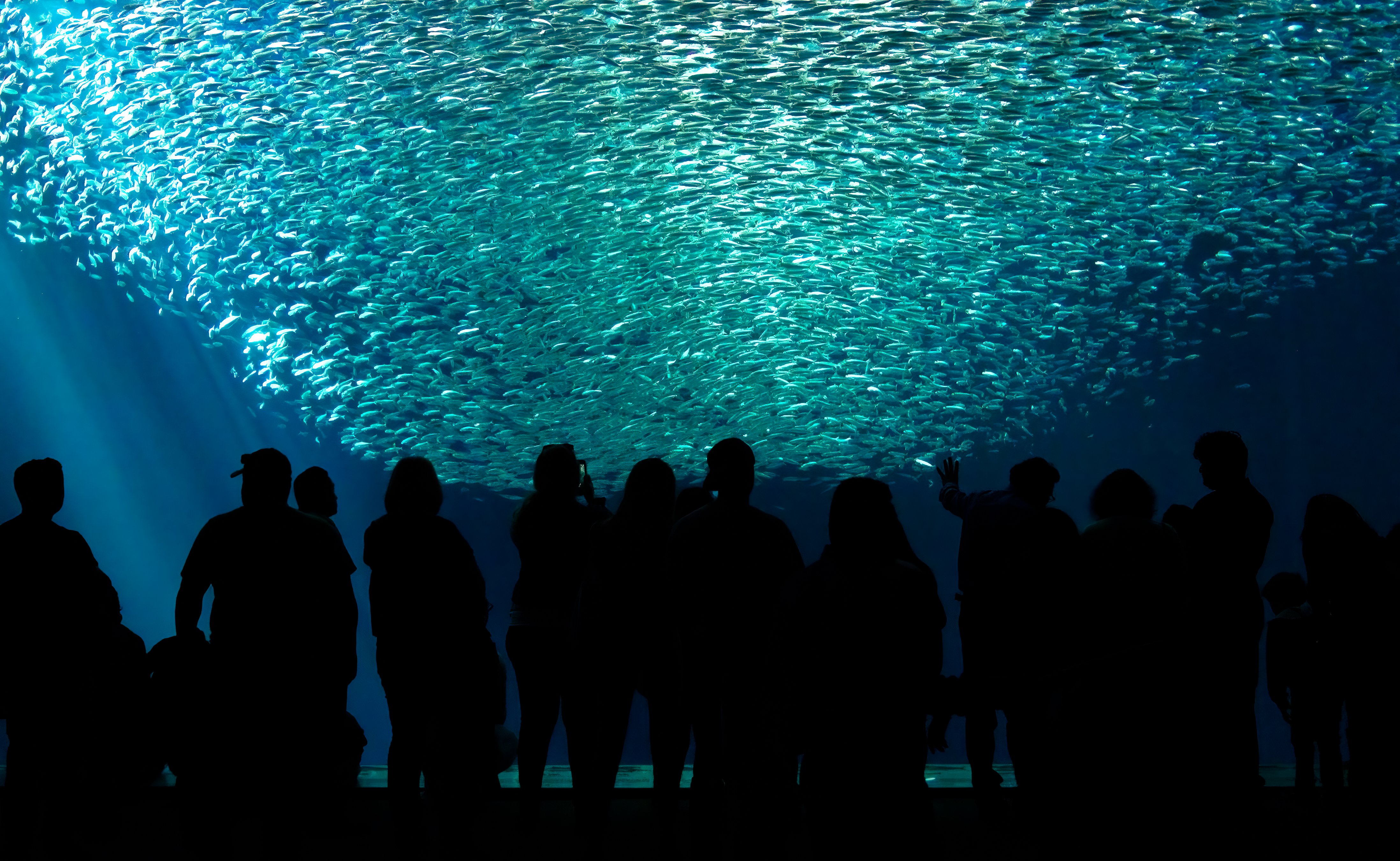
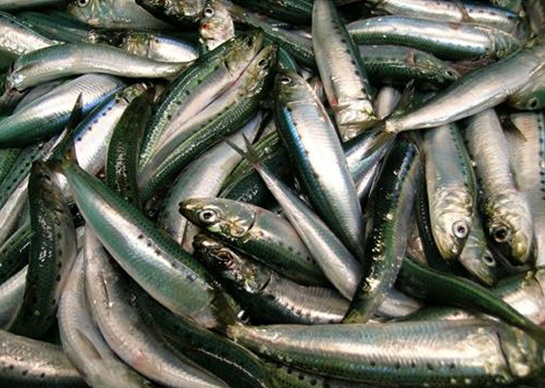
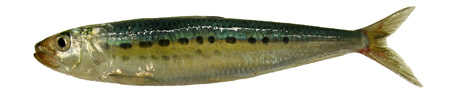